# Притыкино (Смоленская область)
Притыкино — бывшая деревня в Хиславичском районе Смоленской области России.
Находилась в 1 версте южнее современной деревни Шеньковка на речке Лызка.

## История
В 1978 году деревни уже не существовало, в справочнике отмечено, что она числилась в списках только до 1970 года.
В 1993 году деревня считалась, как прекратившая существование деревня Лобановского сельсовета Хиславичского района.